# Jonathan Edwards (basket-ball)
Pour les articles homonymes, voir Edwards et Jonathan Edwards.
Jonathan Edwards, né le 16 août 1967 à La Nouvelle-Orléans, en Louisiane, est un ancien joueur américano-suisse de basket-ball. Il évolue au poste de pivot.